# 2252 CERGA
2252 CERGA este un asteroid din centura principală, descoperit pe 1 noiembrie 1978 de Koichiro Tomita.